# Valentine Dumont
Pour les articles homonymes, voir Dumont.
Valentine Dumont, née le 2 juillet 2000, est une nageuse belge spécialiste en nage libre et papillon.

## Carrière
Valentine Dumont est spécialiste de la nage libre et du papillon.
En décembre 2023, elle remporte sa première médaille internationale en terminant troisième du 400 mètres nage libre aux Championnats d'Europe en petit bassin en 4 min 0 s 84.

## Palmarès

### Championnats d'Europe

#### Petit bassin
- Championnats d'Europe 2023 à Otopeni ( Roumanie) :
  -  Médaille de bronze du 400 mètres nage libre.